# Gachibowli

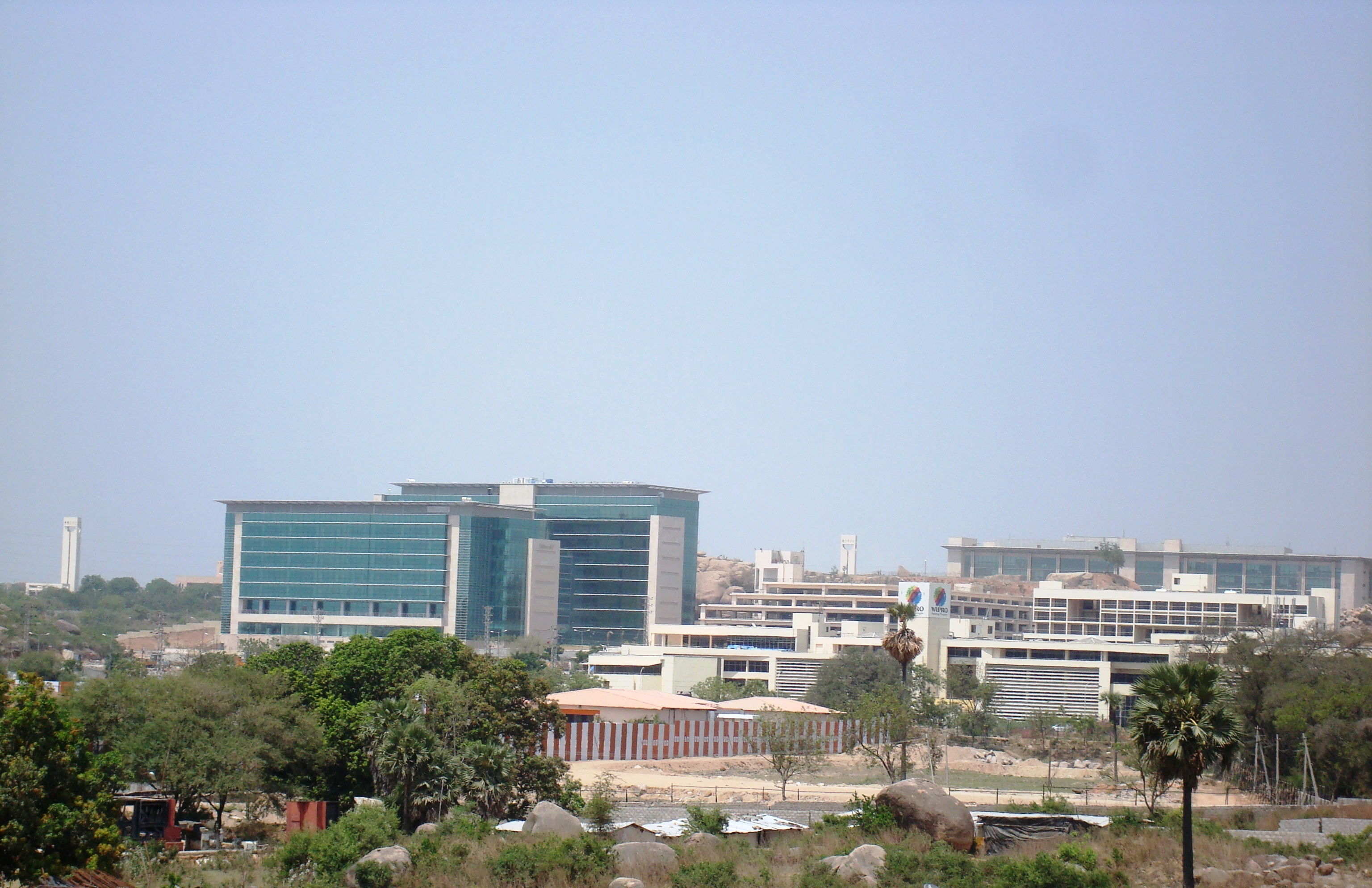
Das IT-Zentrum Gachibowli

Gachibowli ist ein Vorort der indischen Stadt Hyderabad (Indien) und in den letzten Jahren zu einem bedeutenden IT-Zentrum geworden.

## Bildungseinrichtungen
In Gachibowli finden sich die Indian School of Business, das International Institute of Information Technology (IIIT), sowie die University of Hyderabad und die Maulana Azad National Urdu University, die beide als Central Universities gegründet wurden.

## Sport
Ebenfalls gibt es hier ein großes Sportzentrum, welches das Gachibowli-Stadion (Leichtathletik, Fußball), ein Hockeystadion, eine Multifunktionsarena sowie ein Schwimmzentrum umfasst. 
Hier wurden die Militärweltspiele 2007 abgehalten und die kleine Fußball-Asienmeisterschaft, der AFC Challenge Cup 2008, ausgetragen.

## Verkehr
Bisher ist der Stadtteil hauptsächlich nur durch Buslinien erschlossen, zwei Kilometer nördlich liegt jedoch die Station HITEC-City der MMTS-Stadtbahn. Gachibowli soll außerdem durch die in Kürze im Bau befindliche Metro Rail berücksichtigt werden.
Der internationale Flughafen von Hyderabad, Rajiv Gandhi International Airport, liegt etwa 25 km südlich und ist je nach Verkehrslage in 45–90 Minuten zu erreichen.